# Julian-Maurice Tencé
Julian-Maurice Tencé, francoski general, * 1880, † 1967.